# Kaden Fulcher
Kaden Fulcher, född 23 september 1998, är en kanadensisk professionell ishockeymålvakt som är kontrakterad till Detroit Red Wings i National Hockey League (NHL) och spelar för Toledo Walleye i ECHL. Han har tidigare spelat för Sarnia Sting och Hamilton Bulldogs i Ontario Hockey League (OHL).
Fulcher blev aldrig NHL-draftad.